# إيطاء
الإيطاء عند الشعراء إعادة القافية وهو عيب كلما تباعدا كان القبح أقل فإن كان أحد اللفظين معرفة والآخر نكرة واختلف المعنى لم يكن إيطاء. وقيل الإيطاء تكرار الفاصلة أو القافية وهو عيب في القافية لا في الفاصلة لوقوعه في القرآن وهو قوله تعالى في الإسراء ﴿هل كنت إلا بشرا رسولا﴾ وختم بذلك الآيتين بعدها.
وقيل هو تكرار القافية بأحد المعاني غير قافية المصراع الأول للمطلع، حيث لا يعد تكراره في غير المطلع إيطاء، بل يسمونه رد المطلع. والإيطاء قسمان:
أحدها إيطاء خفي حيث لا يظهر التكرار والآخر إيطاء جلي وهو تكرار ظاهر.

## القافية الشعرية
القافية الشعرية هي الحروف الواقعة بين آخر حرف في البيت و أول حرف متحرك قبل الساكنين مع الحرف الأخير في البيت.
وعيوبها على نوعين:
- أحدهما: يلاحِظُ الرويَّ وحركته المجرى.[2]
- والآخر: يلاحظ ما قبل الروي من الحروف والحركات، ويسمى السِّناد.[2]

فعيوب الرويِّ ستة: الإكْفاء، والإجازة (وهما يقعان في الروي)، والإقْواء، والإصراف (وهما يختصان بالمجرى)، والإيطاء والتضمين (وهما ملحقان بهذه العيوب).
- الإكْفاء: هو أن يُؤتَى في البيتين من القصيدة بروي مُتجانِس في المخرج لا في اللفظ، نحو «شارح – وشارخ» أو «فارس – وقارص».[2]
- الإجازة: هي الجمع بين رويَّين مختلفين في المخرج، نحو «عبيدُ وعريقُ» أو «شاربُ – وقاتلُ».[2]
- الإقواء: هو تحريك المجرى بحركتين مختلفتين غير متباعدتين، مثل الكسرة والضمة في قولك «فوارسِ – ومدارسُ».[2]
- الإصراف: هو الجمع بين حركتين مختلفتين متباعدتين، كالفتحة والضمة في قولك: «قدرُ – وعبرا»، والفتحة والكسرة في قولك: «رداءَ – وبناءِ».[2]
- الإيطاء: هو إعادة اللفظة ذاتها بلفظها ومعناها، وإنما يجوز بمعنى مختلف نحو «إنسان» للرجل، ولناظر العين، وأجازوا إعادة اللفظة ذاتها بمعناها بعد سبعة أبيات.[2]
- التضمين: هو تعلق ما فيه قافية بأخرى، وهو قبيح إن كان مما لا يتم الكلام بدونه، ومقبول إذا كان فيه بعض المعنى لكنه يُفسَّر بما بعده.[2]

ومن التضمين المستهجن قول النابغة في مديح قوم:
فعلق لفظة «إني» بالبيت الثاني، وهو مردود.